# Eerste Soedanese Burgeroorlog
De Eerste Soedanese Burgeroorlog (ook bekend als de Anya-Nya-opstand of Anya-Nya I, naar de naam van de rebellen) was een conflict van 1955 tot 1972 tussen het noordelijke deel van Soedan en de Zuid-Soedanese regio die vertegenwoordiging en meer regionale autonomie eiste. Een half miljoen mensen kwamen om in de 17 jaar durende oorlog, die verdeeld kan worden in drie fasen: de aanvankelijke guerrillaoorlog, Anya-Nya en de Zuid-Soedanese Bevrijdingsbeweging.
Echter, de overeenkomst die de gevechten van de Eerste Soedanese Oorlog beëindigde in 1972, kon niet de spanningen doen verdwijnen die de oorzaak waren van de burgeroorlog. Hierdoor wakkerde het noord-zuidconflict terug aan tijdens de Tweede Soedanese Burgeroorlog, die duurde van 1983 tot 2005. De periode tussen 1955 en 2005 wordt daarom soms gezien als één conflict met een 11 jaar durende wapenstilstand tussen twee gewelddadige fasen.